# Padaung
Die Padaung (ausgesprochen: [páʡ.dɔːŋ]; Eigenbezeichnungen Kekawngdu und Kayan; Birmanisch: ပဒေါင်လူမျိုး) sind eine ethnische Gruppe, die den Karen zugerechnet wird und mehrheitlich im Südosten Myanmars (Shan- und Kayah-Staat) ansässig ist. Viele Padaung-Frauen pflegen eine ungewöhnliche Tradition: Sie tragen von Kindheit an einen schweren Halsschmuck, der die Schultern deformiert und den Hals scheinbar verlängert. Findige Geschäftemacher belebten damit den Ethno-Tourismus: Zahlreiche Frauen, die seit Ende der 1980er Jahre von Myanmar nach Thailand oder Vietnam flüchteten, werden in Schaudörfern als „Long Neck Karen“ bzw. als „Giraffen(hals)frauen“ vermarktet.

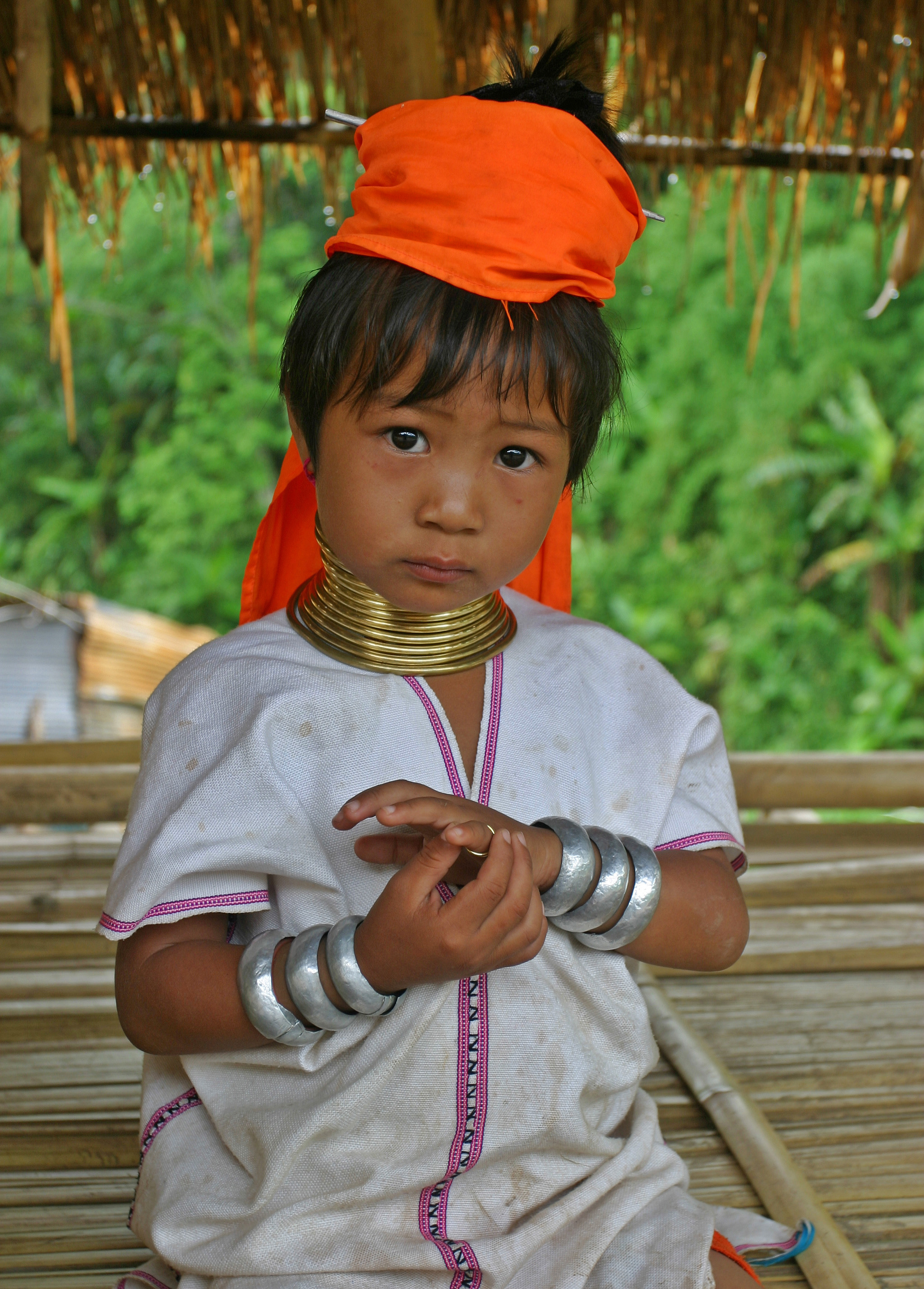
Padaungmädchen mit Halsschmuck

## Allgemeines

### Fremd- und Eigenbezeichnung
Padaung ist eine Fremdbezeichnung und hat ihren Ursprung in der Sprache der Shan. Diese nennen die Frauen in Anspielung auf den Schmuck Yan Pa Daung („mit glänzendem Metall umwickelte Menschen“). Die Silbe pa soll für „rundherum“ stehen, daung für „glänzendes Metall“. Der Name wurde von den Burmesen und Thais übernommen, doch sowohl Padaung als auch die von thailändischen Reiseveranstaltern geprägte Wortschöpfung Long Neck Karen hören die Betroffenen ungern. Der Begriff Giraffe Women („Giraffenfrauen“) gilt als Beleidigung. Sie selbst nannten sich früher Kekawngdu, verwenden heute aber meist nur noch die übergeordnete Stammesbezeichnung Kayan, die vier Clans umfasst. Frauen aus unterschiedlichen Clans sind an ihrer Tracht zu erkennen sowie daran, ob sie den Schmuck an Hals, Armen und/oder Beinen tragen. Der Halsschmuck ist das Markenzeichen des Kayan Lahwi-Clans.

### Herkunft

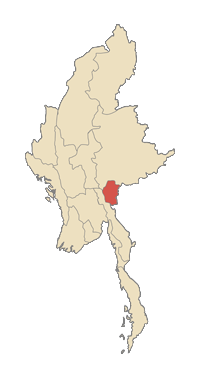
Der „Kayah-Staat“
in Myanmar

Noch in der britischen Kolonialzeit wurden die Padaung gelegentlich den Völkern der Mon-Khmer-Gruppe zugeordnet. Ihre Sprache weist jedoch auffallende Parallelen zur Karen-Sprache Taungthu auf, sodass ihre Zugehörigkeit zu den Karen heute als gesichert gilt. Folglich sind sie auch den tibetobirmanischen Völkern zuzurechnen. Als Angehörige der Karen wanderten die Vorfahren der Padaung wahrscheinlich über Südchina nach Myanmar ein. Übereinstimmend wird heute angenommen, dass dieser Vorstoß zur ersten Welle der sinotibetischen Nord-Südwanderungen gehörte, die um die Zeitenwende als Reaktion auf die Expansion der Han-Chinesen ins mittlere und südliche China erfolgten. Spätestens gegen Ende des ersten Jahrtausends u. Z. dürften erste Karen-sprechende Gruppen im Gebiet des heutigen Myanmar eingetroffen sein. (siehe auch: Karen – Herkunft)

### Lebensraum
Unterschiedliche Quellen aus den letzten Jahrzehnten beziffern die Padaung unverändert auf etwa 7000 Angehörige, verlässliche Zahlen aus der Gegenwart fehlen jedoch. Ihr traditionelles Siedlungsgebiet liegt im bergigen Südosten Myanmars, westlich des Flusses Salween und südlich von Loikaw, der Hauptstadt des sog. Kayah-Staats. Es ist kaum 20 mal 20 Kilometer groß und erstreckt sich über Höhen von 1000 bis 1500 Metern. Seit dem Beginn militärischer Übergriffe auf den Lebensraum der Bergvölker Myanmars flüchteten neben Angehörigen anderer ethnischer Minderheiten auch viele Padaung nach Thailand. Dort leben zurzeit knapp 1000 in Flüchtlingslagern und in touristischen Schaudörfern. Zur militärisch-politischen Lage in Myanmar siehe: Karen – Ethnische Säuberung.

### Lebensweise
An den Berghängen im heimatlichen Myanmar wird beinahe jede verfügbare Fläche landwirtschaftlich genutzt. Aufgrund der schwierigen Topografie errichteten die Padaung über Jahrhunderte Terrassen und ein ausgeklügeltes System aus Bächen und Kanälen, das auch in der Trockenzeit Wasser liefert. Die Ästhetik dieser Anlagen machte sie u. a. als Meister des Terrassenfeldbaus bekannt. Sie pflanzen Reis, Mais, Bananen und Baumwolle, aus der sie ihre Kleider herstellen. Zur Abrundung des Speisezettels halten sie Schweine und Geflügel und gehen mit abgerichteten Hunden auf ausgedehnte Treibjagden. Jagderfolge, Hochzeiten und andere Anlässe werden ausgiebig mit einem Festschmaus und selbstgebrautem Starkbier gefeiert. Die Padaung heiraten traditionell innerhalb der eigenen Gruppe; Verstöße gegen die Regeln der Endogamie werden mit dem Ausschluss aus der Gemeinschaft geahndet. Während in Frage kommende Ehepartner früher aber meist von den Dorfältesten ausgesucht wurden, steht ihre Wahl im gegebenen Rahmen heute weitgehend frei, das Einverständnis der Eltern vorausgesetzt. Das übliche Heiratsalter liegt zurzeit bei 16 bis 20 Jahren. Scheidung ist möglich.

### Überlieferung

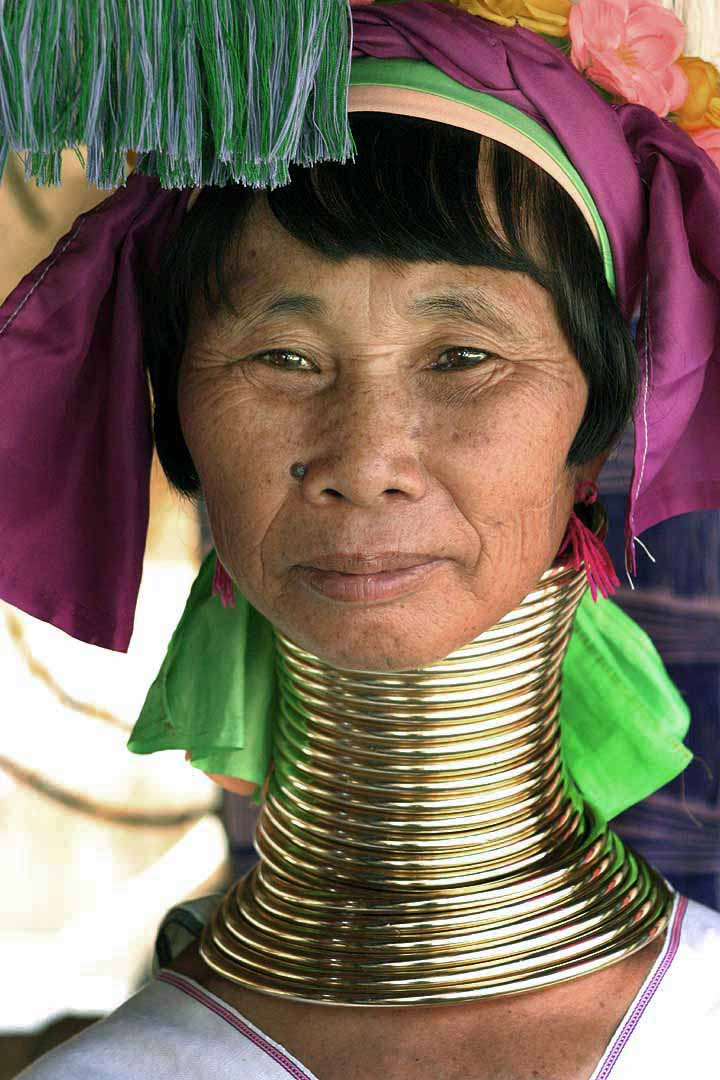
Padaung-Frau mit „Nackenpanzer“

Ihrem Ursprungsmythos zufolge stammen die Padaung von einem weiblichen Drachen mit gepanzertem Nacken ab: Der Drache habe sich in eine schöne junge Frau verwandelt und mit einem Mischwesen – halb Mann, halb Engel – gepaart und zwei Nachkommen geboren. Die mündliche Überlieferung berichtet weiter, dass die Verwandtschaftsbeziehungen der Padaung früher matrilinear organisiert waren. Offenbar wurde die Tradition der Matrilokalität gepflegt, d. h. frisch vermählte Paare ließen sich am Wohnort der Brautmutter nieder und verbrachten ihr Leben dort. – Dies gilt für manche Karen-Gruppen heute noch. Der Volksmund weiß jedoch, dass die Männer der Padaung in einer Zeit ausufernder Stammesfehden so zahlreich fielen, dass das Überleben als Volk nur durch die Einführung der Polygynie gesichert werden konnte, was den Niedergang des Matriarchats besiegelt haben soll. – Auch die Polygynie gehört inzwischen wieder der Vergangenheit an. Als Relikt der matrilinearen Ordnung und als Indiz für die Authentizität der Überlieferung wird jedoch u. a. der hingebungsvolle Umgang der Männer mit Kindern angeführt: Viele Padaung-Männer sind erfahrene Geburtshelfer und kümmern sich intensiver um Babys als dies in patrilinear organisierten Gemeinschaften üblich ist.

## Religion

### Geisterglaube
Das religiöse Weltbild der Padaung ist animistisch („Alles ist beseelt“) geprägt. Wie ihre Nachbarn im Kayah-Staat glauben sie an zahllose Geister und Dämonen. Nach alter Vorstellung sind die meisten böswillig, einige friedlich und nur wenige gut gesinnt. Den bösen Geistern werden zur Besänftigung regelmäßig Tieropfer oder Speise- und Trankopfer dargebracht, den anderen nur zu besonderen Anlässen, z. B. Festen. Als bösartig gelten auch die Geister der Verstorbenen: Sie werden nach Todesfällen unter Einsatz von Lärm aus dem Dorf vertrieben, damit sie in den Häusern der Hinterbliebenen nicht spuken oder ihnen auflauern.

### Wahrsagerei
In der Weltsicht der Padaung spielt die Zukunftsschau eine bedeutende Rolle. Niemand trifft eine folgenschwere Entscheidung, ohne vorher die Prophezeiung des Dorfschamanen bzw. der Dorfschamanin zu hören. Die Weisen beziehen ihre Erkenntnisse aus Träumen oder aus detaillierten Beobachtungen der Natur: Manchmal beurteilen sie ein vom Baum gepflücktes Blatt, den abgespaltenen Splitter eines Bambusstabs oder das Blut bzw. die Eingeweide eines Opfertiers. Meistens greifen sie aber auf das altbewährte Hühnerknochenorakel zurück, das bei allen Karen beliebt ist. Diese Form der Weissagung, bei der die Knochen eines Opferhuhns Aufschluss über die Zukunft geben sollen, dient vor Zeremonien und in Angelegenheiten des individuellen und gemeinschaftlichen Lebens als Entscheidungshilfe.

### Missionierung
Im frühen 19. Jahrhundert begann die christliche Missionierung der Bergvölker Myanmars. Amerikanische Baptisten, vor allem aber katholische Missionare aus Italien setzten den Übertritt ganzer Dörfer zum Christentum durch. Andere wandten sich dem Buddhismus zu oder blieben den überlieferten Glaubensvorstellungen treu. Trotz des missionarischen Drucks gegen „heidnisches“ Brauchtum haben viele Rituale, insbesondere Reinigungszeremonien und das Hühnerknochenorakel, bis heute überdauert.

## Der Schmuck

### Fehlinformationen
Rund um den Halsschmuck der Padaung-Frauen (Brom) kursieren zahllose Gerüchte und falsche Berichte. Manche stammen von Ethnologen, die spekulative Theorien als Tatsachen hinstellten, andere wurden von Reiseveranstaltern in Umlauf gebracht und von Touristen verbreitet, oft aber auch von Medien übernommen und unüberprüft veröffentlicht.

#### „Ringe“
Im Gegensatz zur weitverbreiteten Meinung handelt es sich beim Schmuck der Padaung nicht um einzelne „Ringe“, die nach und nach um den Hals oder um Arme und Beine geschmiedet werden, sondern um hochgängige Spiralen mit 30 bis 40 Zentimetern Durchmesser, die erst beim Anlegen durch geübte, kräftige Frauen (früher Schamanen) Windung um Windung an die Körperform angepasst werden. Das Rohmaterial besteht aus Messing und wird in Myanmar hergestellt. Früher kamen wertvolle Legierungen aus Gold, Silber und Messing oder Kupfer zum Einsatz.

#### „Giraffenhals“
Schon im Mittelalter gelangte die Tradition des Spiralschmucks zu regionaler Berühmtheit. Wiederholt wurden Padaung-Frauen im Königspalast zu Mandalay dem birmanischen Hofstaat als Attraktion vorgeführt, später auf Empfängen des britischen Vizekönigs herumgereicht und sogar – wie beide Großmütter des Padaung-Schriftstellers Pascal Khoo Thwe – für die Freak Show des Bertram Mills Circus nach England gebracht. Bald interessierten sich Reisende und Anthropologen dafür. Der polnisch-französische Asienforscher Vitold de Golish, der Burma in den 1950er Jahren besuchte, lieferte die erste ausführliche Beschreibung der Padaung und prägte den Begriff „Femmes Girafes“ (Giraffenfrauen). Lange wurde gerätselt, wie sich die Halswirbelsäule der Frauen derart verlängern konnte. Der amerikanische Arzt Dr. John M. Keshishian holte 1979 eine Padaung vor den Röntgenschirm und lüftet das Geheimnis ihrer Anatomie: Zu seiner Überraschung waren weder die Wirbel noch die Bandscheiben gedehnt. Stattdessen hatte sich der ganze Schultergürtel samt Schlüsselbeinen und oberen Rippen durch das Gewicht des Metalls so stark keilförmig nach unten verformt, dass der Eindruck eines extrem langen Halses entstand. Die flache Schulterspirale, die die hängenden Schultern optisch entschärft, verstärkt diese Täuschung noch.

#### „Schutz vor Tigern“
Was die Padaung einst veranlasst hat, sich den schweren Schmuck aufzubürden und die körperlichen Folgen in Kauf zu nehmen, ist nicht mit letzter Gewissheit geklärt. Die gängige These, die Halsspiralen hätten die Frauen einst vor dem Genickbiss von Tigern geschützt, verweisen sie selbst ins Reich der Legende.

#### „Todesstrafe auf Ehebruch“
Auch die Behauptung, Ehebrecherinnen seien früher mit der Abnahme des Halsschmucks zum „Tod durch Genickbruch“ verurteilt worden, ist eine Legende, denn die erschlaffte Halsmuskulatur kommt wieder zu Kräften. Denkbar ist freilich, dass bestimmte Vergehen mit der Abnahme des Schmucks geahndet wurden, um die Bestraften den nachteiligen Folgen auszusetzen und zu demütigen: Der Bruch mit der Tradition ohne triftige Gründe (z. B. Krankheit) galt lange Zeit als Schande und hatte den Ausschluss aus der Gemeinschaft zur Folge.

## Die Tradition

### Anwendung
Den ersten Halsschmuck, eine Spirale von rund 10 Zentimetern Höhe, erhalten die Mädchen im Alter von etwa fünf Jahren. Der Schamane (Bedinsayah) befragt das Hühnerknochenorakel, um einen günstigen Tag zu bestimmen, an dem geübte ältere Frauen den rituellen Akt ausführen. In der Zeremonie werden den Mädchen auch silberfarbene Armreifen und je eine mehrgängige Spirale unter den Knien angelegt. Ihrem Wachstum entsprechend nimmt man die Halsspirale alle zwei bis drei Jahre wieder ab und ersetzt sie durch ein schwereres Exemplar mit mehr Windungen. Mit rund 15 Jahren kommt die vier- bis sechsgängige Schulterspirale dazu: Sie ist flacher als die Halsspirale und hat einen größeren Durchmesser, weshalb sie auf dem Schulteransatz aufliegt und den unteren Rand der Halsspirale verdeckt. Eine zierliche dritte Spirale rundet von nun an den Halsschmuck ab: Sie wird lotrecht um die Windungen der Schulterspirale gedreht und als bewegliches „Extra“ im Nacken getragen. Die ästhetische Anpassung der Spiralen an den Körper dauert je nach Biegeaufwand und Anzahl der Windungen mehrere Stunden. Als Erwachsene, spätestens zur Heirat, erhalten die Frauen jenen Schmuck, den sie vielfach auf Lebenszeit tragen: Die Halsspirale weist dann 20 bis 25 Windungen auf. Zusammen mit der Schulterspirale kann der glänzende Turm aus poliertem Metall 30 Zentimeter und mehr über die Schultern aufragen. Immer mehr junge Frauen verzichten heute aber auf die Schulterspirale, während der volle Beinschmuck, der traditionell von den Knöcheln bis unter die Knie reichte, schon längere Zeit kaum mehr zu sehen ist.

### Herkunft
Um die Herkunft des Brauchs, der rund 1000 Jahre alt sein soll, ranken sich viele Legenden. In Anlehnung an den Ursprungsmythos, demzufolge die Padaung von einem gepanzerten weiblichen Drachen abstammen, tragen die Frauen den Halsschmuck, um an ihre mythische „Drachenmutter“ zu erinnern. Die Überlieferung erwähnt jedoch Einschränkungen: Nur auserwählten Mädchen, die an einem glückverheißenden Tag bei zunehmendem Mond geboren wurden, soll das Privileg des goldenen Panzers zuteilgeworden sein. Aus rationaler Sicht wird der Brauch meist mit dem früher üblichen Frauenraub erklärt: Der glänzende Schmuck und die anatomischen Folgen hätten Padaung-Frauen von weitem erkennbar und daher für Räuber uninteressant gemacht. Frauen aus anderen Karen-Gruppen, etwa jene der Kayaw („Big Ears“), hätten aus demselben Grund ihre Ohrläppchen mit Gewichten verlängert und Beinspiralen getragen.

### Weiterentwicklung
Als der Frauenraub aus der Mode geriet, überlebte der Schmuck als Amulett. Nach ihrer animistischen Auffassung konnte er neben Räubern auch Unheil abwehren und Dämonen bannen, weil er den Frauen okkulte Kräfte verlieh. In seinen preisgekrönten Memoiren From the Land of Green Ghosts – A Burmese Odyssee schreibt der Padaung-Autor Pascal Khoo Thwe frei übersetzt:
„Wenn wir krank wurden, ließen uns unsere Großmütter den „Panzer“ berühren. Das war aber nur erlaubt, um seine Zauberkräfte in Anspruch zu nehmen – um eine Krankheit zu heilen oder den Segen für eine Reise zu erbitten. Die „Ringe“ waren tragbare Familienschreine... Darin verstauten die Frauen ihr Geld. Uns Kindern erschienen sie daher wie wandelnde Christbäume, voller Schätze und wundersamer Kräfte.“
Unter dem Druck der um 1820 einsetzenden christlichen Missionierung wurde die Rolle des Halsschmucks umgedeutet: Das Amulett avancierte zum Schönheitsideal und zum weiblichen Statussymbol, das die Identität der Padaung bis in die Gegenwart prägt. Es signalisierte fortan Reichtum, Würde und Erhabenheit: je höher die Spirale, umso höher der Rang der Trägerin; ihr soziales Ansehen und die Heiratschancen stiegen mit der Anzahl der Windungen. Nach dem Zweiten Weltkrieg erlebte die Tradition dennoch einen Niedergang. Der Vormarsch des Christentums und vermehrte Kontakte zur Außenwelt veranlassten erstmals Frauen, die Spiralen für immer abzulegen; andere verwehrten sie ihren Töchtern. Erst die Vermarktung des Brauches in Thailand sorgte – trotz körperlicher Beeinträchtigung – für einen neuen Aufschwung.

### Gewicht und Auswirkung
Bis zu 10 Kilogramm wiegt der Panzer auf den Schultern, zwischen 15 und 20 Kilogramm kommen an Armen und Beinen manchmal dazu. Der Schmuck kostet Bewegungsfreiheit, es erschwert das Schlucken und die Hygiene. Dennoch werden Feldarbeit, Wasserholen und der Gang zum Markt traditionell von Frauen verrichtet. In der Mittagshitze schieben sie sich einen Lappen unter das Halskorsett: Er soll den Schweiß aufsaugen und verhindern, dass sich die Haut an der Spirale wund reibt. Augenscheinlich strengt es sie weniger an, den ganzen Oberkörper zu drehen als nur den Kopf, was das Erschlaffen der Halsmuskulatur (Atrophie) beschleunigt. Ihre Stimmen klingen manchmal dumpf oder heiser. Im Liegen wird ein Schemel benutzt, um den Kopf abzustützen. Wer auch die Beine – von den Fußknöcheln über die Waden bis unter die Knie – mit Spiralschmuck verziert hat, hat einen verlangsamten Gang. Das Abwinkeln der Beine wird erschwert, daher strecken die Trägerinnen sie meist aus und exponieren ihre Fußsohlen, was nach buddhistischer Etikette verpönt ist. Damit die Spiralen ihren goldgelben Glanz behalten, ist sorgsame Pflege erforderlich: Sie werden regelmäßig mit nassem Stroh gereinigt und anschließend mit weißen Kunstperlenketten poliert. Padaung-Frauen kommen trotz eingeschränkter Bewegungsfreiheit mit steilem Gelände (Terrassenfeldbau) und Leitern (Pfahlbauten) zurecht, während die Mädchen gern Volleyball spielen. Auf ihre Gesundheit und Lebenserwartung scheint das Gewicht des Schmucks keine nachteiligen Folgen zu haben. Die verbreitete Behauptung, Frauen mit Halsschmuck müssten mit Strohhalmen trinken, weil sie den Kopf nicht zurückneigen können, ist überdies falsch: Das Glas etwas höher zu neigen genügt.

### Abnahme des Schmucks
Zur Abnahme des Schmucks, z. B. für medizinischen Untersuchung wie Röntgen, wird der Durchmesser der eng anliegenden Spiralen manuell erweitert. Anschließend wird das Geschmeide aus ästhetischen Gründen meist wieder angelegt, da die Haut darunter Striemen und Quetschungen aufweist und hell verfärbt ist. Außerdem werden die hängenden Schultern sichtbar, und nach jahrelangem Tragen kommt dem Panzer eine beachtliche Stützwirkung zu, ohne die der Kopf nur unter Anstrengung aufrecht gehalten und kaum gedreht werden kann. Frauen, die den Halsschmuck für immer ablegen, klagen anfangs über starkes Unbehagen: Sie behelfen sich mit Nackenstützen und liegen viel. Der Muskelschwund ist unübersehbar, die Gefahr, sich bei einem Sturz das Genick zu brechen, erhöht. Während sich die Halsmuskulatur aber rasch wieder erholt, sind die Deformationen des Skeletts irreversibel. Zum Kaschieren der hängenden Schultern tragen die Frauen oft einen breiten Schal.

## Vermarktung des Brauchtums

### Anfänge in Myanmar
Als die Karen-Rebellen nach dem Staatsstreich unter General Ne Win (1962) den bewaffneten Widerstand verschärften, wurde der Kayah-Staat für den Tourismus gesperrt. Dennoch setzte die staatliche burmesische Fremdenverkehrsbehörde auf die Padaung als Zugpferd und brachte wiederholt Frauen aus dem Sperrgebiet an ausgewählte Orte, um sie vor Touristen zur Schau zu stellen. Blutige Militäraktionen auf dem Karen-Territorium lösten jedoch in den 1980er Jahren erste Fluchtwellen nach Thailand aus. Auch die Padaung gerieten zwischen die Fronten: Vertreibung, Vergewaltigung, Zwangsarbeit, systematische Ermordung und Zerstörung von Dörfern durch das Militärregime veranlassten viele, sich dem Flüchtlingsstrom anzuschließen (siehe: Karen – Ethnische Säuberung).

### Schaudörfer in Thailand
In den späten 1980er Jahren wurde in der angrenzenden nordthailändischen Provinz Mae Hong Son das erste „Long Neck“-Schaudorf eröffnet. Den Frauen, die es bezogen, schien ein Leben im Freilichtmuseum sinnvoller als untätig in einem UN-Flüchtlingslager auf das Ende des Konflikts in Myanmar zu hoffen. Das Tourismusprojekt wurde ein Renner, und bald entstanden zwei weitere Dörfer in Grenznähe. Der Alltag der Frauen ist jedoch trist. Sie verkaufen ihr Konterfei auf Postkarten, weben, bieten Souvenirs feil und leiden nicht nur darunter, dass sie die Dörfer nicht verlassen dürfen. Zwar sind sie seit jeher an neugierige Blicke gewöhnt, auch das Klicken der Kameras macht ihnen nichts aus, oft müssen sie aber hinnehmen, dass ihre Privatsphäre verletzt wird. Dafür sorgen Aufpasser, die die zahlende Kundschaft zufriedenstellen wollen: Für ein Eintrittsgeld von 250 Baht (ca. 5 Euro) pro Person führen sie die Frauen gelegentlich vor und öffnen sogar die Rückenteile ihrer Blusen, um die hängenden Schultern zu demonstrieren. Die Ehemänner legen keinen Protest ein. Sie treten in den Schaudörfern nur am Rand in Erscheinung und leiden unter den sozialen Umwälzungen. Seit die Frauen mit ihrem Einkommen für die Familien sorgen, ist die Rolle der ehemaligen Familienoberhäupter ins Wanken geraten: Sie verrichten Arbeiten, die früher Frauen erledigten, oder vertreiben sich die Zeit mit Spielen und Trinken. Der Wunsch, eines Tages nach Myanmar zurückzukehren, sofern es die politische Lage wieder erlaubt, ist unter Männern und Frauen gleichermaßen vorhanden. Kontakte zu den Stammesangehörigen jenseits der Grenze werden inoffiziell gepflegt.

### Cash-Flow
Der Verkauf von Eintrittskarten und Souvenirs ist ein einträgliches Geschäft, von dem die Padaung jedoch nur einen Bruchteil bekommen: Frauen mit Schmuck werden für das Betreiben der Souvenir-Läden mit rund 1500 Baht (ca. 30 Euro) im Monat bezahlt, während die in den Schaudörfern lebenden Männer eine sog. „rice allowance“  (Nahrungsmittelzuschuss) von 260 Baht (ca. 5 Euro) im Monat erhalten. Das reicht gerade zum Überleben. Wer den Löwenanteil der Einnahmen kassiert, wird wie ein Staatsgeheimnis gehütet. Inoffizielle Quellen geben an, dass der Betrag aufgeteilt wird: Ein Drittel komme den Tourismusmanagern zugute, ein Drittel thailändischen Polit-Funktionären und diversen Behörden, das letzte Drittel fließe zur Beschaffung von Waffen und Munition in die Kriegskasse der Karenni-Rebellenarmee, die sich in Myanmar gegen das Regime zur Wehr setzt.

## Kritik

### „Menschenzoo“
Seit langem lebt die thailändische Tourismusindustrie unter anderem davon, die Bergstämme im Norden des Landes als „kulturell intakt“ zu vermarkten. Werbebroschüren gaukeln vor, eine Trekking-Tour veranschauliche die traditionelle Lebensweise dieser Völker. – Mit dem Argument, Touristen-Dollars würden zur Erhaltung der alten Kulturen beitragen, wird seit Jahrzehnten Kasse gemacht. Die Realität sieht anders aus: Der vermeintliche Einblick in „archaische“ Welten samt indigener Musik- und Tanzdarbietungen ist eine kafkaeske Show. Heute werden die Bewohner der Bergdörfer rechtzeitig per Mobiltelefon informiert, wenn eine Touristengruppe im Anmarsch ist und Umkleiden ansteht. Das Geschäft mit den Padaung-Freilichtmuseen ist eine Weiterentwicklung dieses Konzepts. Acht Schaudörfer sollen mittlerweile in Betrieb sein, das jüngste wurde im Mai 2008 beim Badeort Pattaya im Süden des Landes eröffnet, rund 90 Flugminuten vom einstigen Pilotprojekt im bergigen Norden entfernt. Lange fügten sich die Padaung ohne Wenn und Aber den vorgegebenen Regeln und spielten „Eingeborene“, zumal es ihnen in materieller Hinsicht immer noch besser erging als den rund 140.000 Burmesen, die in UN-Flüchtlingscamps unterkamen. Der Neid blieb nicht aus: Manche Campbewohner, aber auch Thais, betrachten die Padaung als arbeitsscheue Schmarotzer, die nur davon leben, sich begaffen zu lassen. Vergleichsweise spät regte sich anderweitig Kritik: Mitarbeiter des UN-Flüchtlingshilfswerks UNHCR in Thailand kritisierten 2008 die Schaudörfer öffentlich als „Menschenzoos“. Neuseeland und andere Staaten hatten den Padaung Asyl angeboten, doch die thailändische Regierung winkte ab: Sie verweigerte ihnen die Ausreise – mit dem Hinweis auf Gleichbehandlung aller Flüchtlinge.

### Proteste
Die Enttäuschung machte sich Luft. Viele Frauen beklagten sich, wie Gefangene gehalten zu werden, da sie keine Reisepässe erhielten, ja nicht einmal die Schaudörfer verlassen durften, weil „Gratis-Kontakte“ mit Touristen die Einnahmen der Schaudörfer schmälern könnten. Sie kritisierten ihren unklaren Rechtsstatus und das Ausreiseverbot, hinter dem sie eher ökonomische als politische Gründe vermuteten und prangerten die schlechte Zahlungsmoral der Manager an. Einige Frauen nahmen aus Protest den Halsschmuck ab und landeten trotz des Asylangebots im UN-Lager, weil sie als Attraktion nicht mehr taugten. Geschäftsleute im Norden Thailands befürchteten jedoch ein Ausufern des Boykotts mit wirtschaftlichen Folgen für die ganze Region, worauf die restriktive Ausreisepolitik gelockert wurde.